# Frank Fischer (Politikwissenschaftler)

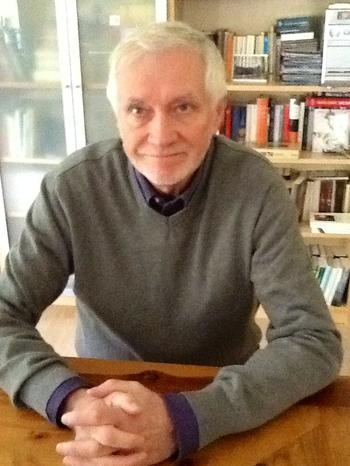
Frank Fischer, 2013

Frank Fischer (* 1942) ist ein US-amerikanischer Politologe und Politsoziologe. Er war Distinguished Professor of Politics and Global Affairs an der Rutgers University (New Jersey, USA), bis er 2015 emeritiert wurde. Ebenso war er als assoziiertes Mitglied der Fakultät der Edward J. Bloustein School of Planning and Public Policy tätig. Vor seinen Lehrtätigkeiten an der Rutgers University war er Lehrender an der New York University und an der State University of New York’s Empire State College. Seit den frühen 2000er-Jahren ist er Fellow des Fachbereichs Globalisierung und Politik an der Universität Kassel. Zurzeit ist er an dem Albrecht Daniel Thaer-Institut der Humboldt-Universität zu Berlin tätig.

## Leben
Fischer wuchs in Chicago und im Norden Indianas auf, wo er auch seinen Bachelor und Master-Abschluss machte. Nach der Fertigstellung seines Bachelor of Arts in Sozialpsychologie an der Indiana University im Jahre 1965, erhielt er einen Master of Arts der Wirtschaftswissenschaften von der Roosevelt University in Chicago, im Jahr 1967. Als er dort bei Professor Walter Weisskopf studierte, entwickelte er ein anhaltendes Interesse an wirtschaftlichem Denken und politischer Ökonomie.
In den späten 1960er Jahren zog Fischer nach New York, um Politikwissenschaften und Politökonomie an der New School for Social Research, Columbia University und New York University zu studieren, wo er 1978 sein Doktorat erhielt. Während dieser sozial turbulenten Jahre arbeitete er als Case Worker für das Department of Social Services der Stadt New York City in der Bronx, bevor er 1967 in das „American Peace Corps Thailand“-Programm eintrat. Später war er als Mitarbeiter für die New Yorker Stadt Jugendbehörde in den Bereichen Gemeindeentwicklung, Straßengangs und Gewalt tätig. Weiter war er ebenso als Ökonom in der Abteilung für technische Services der Chase Manhattan Bank tätig, sowie später als Politikfeld-Analytiker bei der Tax Foundation, ein Policy Think Tank, mit Schwerpunkt auf die New Yorker Finanzkrise.

## Schaffen
Im Laufe seiner wissenschaftlichen Karriere umfassten seine Lehrtätigkeiten zahlreiche Vorträge in Europa, Kanada, Australien, Asien, Afrika und Lateinamerika zu verschiedenen Themen, darunter Umweltpolitik, die amerikanische Präsidialpolitik, partizipative Governance, und deliberative Politikanalyse.
Seit seiner Emeritierung lebt Fischer in Berlin, wo er seine wissenschaftliche Forschung fortführt. In Deutschland war er als Gastprofessor an verschiedensten Universitäten sowie Forschungsinstituten tätig, darunter das Wissenschaftszentrum Berlin, das Environmental Policy Research Centre an der Freien Universität Berlin, sowie das Institute for Advanced Sustainability Studies in Potsdam. Des Weiteren war er Gastprofessor und Vortragender an einer Vielzahl von Universitäten weltweit, darunter die Universität Wien, die National Singapore University, Witwatersrand in Johannesburg, Sciences Po Paris, Australian National University und die La Sapienza in Rom.
Fischers Forschungsinteresse und seine Lehre fokussieren sich primär auf die Prozesse der öffentlichen Gesetzgebung, mit speziellem Schwerpunkt auf vergleichende und globale Umweltpolitik und -gesetzgebung, der US-amerikanischen Politik und deutscher Umweltpolitik. Weitere Felder umfassen die Analyse öffentlicher Verwaltung, Expertise im Bereich der Policy-Analyse und Wissenssoziologie. In seiner Feldforschung hat er unter anderem Ökosiedlungen in verschiedenen Ländern (Südafrika, Indien, Brasilien, die USA sowie Deutschland und Nepal) untersucht, im Rahmen seiner Forschung zu Formen lokaler Beteiligung von Bürgern.
Wissenschaftlich ist Fischer vor allem für seine zentrale Rolle in der Entwicklung des post-positivistischen „argumentative turn“ in der Policy-Analyse bekannt. Auf Diskurse und kommunikative Praxis fokussierend, befasst sich dieser Ansatz mit der Signifikanz von Argumentation im Agenda Setting, der Formulierung von Policies und deren Evaluierung. Dem Ansatz wird zugeschrieben, einen großen Einfluss auf die Entwicklung der deliberativen Policy-Analyse, der interpretativen Policy-Analyse sowie den kritischen Policy-Studies gehabt zu haben.
Zusätzlich zu den direkten Beiträgen seiner Forschung zur Politikwissenschaft hat Fischer eine große Rolle bei institutionellen Entwicklungen gespielt, um kritische Policy-Studien allgemein voranzubringen. Zentral waren hier seine Bemühungen, eine Fachzeitschrift zu gründen, welches als akademisches Forum für den gemeinsamen Austausch jener Ansätze fungieren sollte. Dies kulminierte in die Gründung des Journals „Critical Policy Studies“, bei dem Fischer Gründungsmitglied und Mitherausgeber ist. Weiterhin war er involviert in der Etablierung des „Critical Policy Studies Network“ in den USA, in Verbindung mit der American Political Science Association. Als Herausgeber ist er ebenso an der Initiierung zweier wissenschaftlicher Buchreihen im Verlag Edward Elgar Publishing beteiligt – die „Advancing Critical Policy Studies“-Reihe sowie die „Handbooks of Research on Public Policy Series“. Er war auch eines der Gründungsmitglieder des Exekutivausschusses der International Public Policy Association und spielte eine zentrale Rolle bei der Verbindung des Critical Policy Studies Network mit dieser Organisation. Darüber hinaus war er federführend bei der Organisation einer Reihe großer internationaler Konferenzen zur interpretativen Politikanalyse.

## Werke
Neben einer großen Nummer an Artikeln in Fachzeitschriften und Büchern über Umweltpolitik hat Fischer im Bereich der Gesetzgebung und Policy-Analysen Bücher verfasst und veröffentlicht. Zu diesen Büchern gehören:
- Critical Policy Inquiry for a Democratic Society: Deliberative      Politics and the Argumentative Turn. Edward Elgar Publishing, forthcoming 2022.
- Truth and Post-Truth in Public Policy: Interpreting the Arguments, Cambridge University Press, 2021.
- The Politics of Policy Formulation: Arguments, Arenas and Coalition, co-edited with Philippe Zittoun and Nikos Zaharidas, Policy Press 2021.
- Climate Crisis and the Democratic Prospect: Participatory Governance in Sustainable Communities, Oxford University Press, 2017.
- Handbook of Critical Policy Studies, co-edited with Douglas Torgerson, Anna Durnova, and Michael Orsini, Edward Elgar 2015.
- The Argumentative Turn Revisited: Public Policy as Communicative Practice, co-edited with Herbert Gottweis, Duke University Press, 2012.
- Democracy and Expertise, Oxford University Press, 2009.
- Handbook of Public Policy Analysis: Theory, Politics, and Methods, co-edited with Gerald Miller and Mara Sidney. New York. Taylor and Francis: 2006.
- Reframing Public Policy: Discursive Politics and Deliberative Practices. Oxford University Press, 2003.
- Citizens, Experts and the Environment: The Politics of Local Knowledge. Duke University Press, 2000.
- Living with Nature: Environmental Politics as Cultural Discourse, edited with Maarten Hajer. Oxford: Oxford University Press, 1999.
- Evaluating Public Policy. Wadsworth/Nelson-Hall, 1995.
- Greening Environmental Policy: The Politics of a Sustainable Future, co-edited with Michael Black. St. Martin’s Press; Paul Chapman Publisher London, 1995
- Critical Studies in Organization and Bureaucracy Co-edited with Carmen Sirianni. Philadelphia: Temple University Press, 1984 and 1994.
- The Argumentative Turn in Policy Analysis and Planning. Co-edited with John Forester, Duke University Press and University College London Press, 1993.
- Technocracy and the Politics of Expertise. Sage Publications, 1990.
- Confronting Values in Policy Analysis: The Politics of Criteria. Co-edited with John Forester. Newbury Park, CA: Sage Publications, 1987.
- Politics, Values, and  PublicPolicy: The Politics of Methodology. Boulder, Co. Westview Press, 1980.

## Preise
Frank Fischer hat in seiner Laufbahn verschiedenste akademische Preise erhalten. 1992 gewann er ein Fulbright Scholarship (für seinen Unterricht am J. F. Kennedy-Institut an der Freien Universität Berlin). 1999 erhielt er den „Harold Lasswell Award for Contributions to Public Policy Scholarship“, sowie 2017 den „Aaron Wildavsky APSA Award for Enduring Contributions to Public Policy Studies“. In 1987 bekam er von dem Policy Studies-Journal für sein Werk „Confronting Values in Policy Analysis“ (mit John Forester herausgegeben) einen Preis. Weiter erhielt sein Buch „Argumentative Turn Revisited“ (mit Herbert Gottweis herausgegeben) 2014 einen Interpretive Methods Charles Taylor APSA Buchpreis.

## Belege
1. ↑  Frank Fischer Policy Studies. Abgerufen am 13. Oktober 2020.
2. ↑  Fellow des Fachbereichs, auf uni-kassel.de
3. ↑  Frank Fischer, professor emeritus | Rutgers University - Newark. Abgerufen am 13. November 2020 (englisch).
4. ↑  James M. Markham: Hunts Point Youths Draw Gang Battle Lines (Published 1971). In: The New York Times. 2. September 1971, ISSN 0362-4331 (nytimes.com [abgerufen am 12. Februar 2021]).
5. ↑  Frank Fischer. Abgerufen am 13. November 2020 (englisch).
6. ↑  Frank Fischer, professor emeritus | Rutgers University - Newark. Abgerufen am 13. November 2020 (englisch).
7. ↑  Frank Fischer. 17. Oktober 2013, archiviert vom Original (nicht mehr online verfügbar) am 24. Oktober 2020; abgerufen am 13. Oktober 2020 (englisch).  Info: Der Archivlink wurde automatisch eingesetzt und noch nicht geprüft. Bitte prüfe Original- und Archivlink gemäß Anleitung und entferne dann diesen Hinweis.
8. ↑  IPPA - The Argumentative Policy Approaches. Abgerufen am 12. Februar 2021.
9. ↑  Aaron Wildavsky Enduring Contribution Award: Recipients. Abgerufen am 12. Februar 2021.

| Personendaten    | Personendaten                                   |
| ---------------- | ----------------------------------------------- |
| NAME             | Fischer, Frank                                  |
| KURZBESCHREIBUNG | US-amerikanischer Politologe und Politsoziologe |
| GEBURTSDATUM     | 1942                                            |